# MSC Napoli
Le MSC Napoli est un porte-conteneurs britannique. Il a dû être abandonné par son équipage en janvier 2007 dans la Manche pendant la tempête Kyrill, à la suite d'une fissure apparue dans la coque. Pris en charge par des remorqueurs, il fut volontairement échoué en baie de Lyme dans le Devon. Plusieurs semaines plus tard, faute de pouvoir être réparé ou remorqué à nouveau, il fut découpé en deux morceaux dont le principal fut remorqué pour la casse dans un chantier de Belfast.

## Histoire
Le navire, construit à Geoje en Corée du Sud par les chantiers navals Samsung Heavy Industries pour le compte de l'armateur français CGM (CMA CGM), est lancé sous le nom de CGM Normandie en 1991 ; il est à ce moment le plus gros porte-conteneurs au monde devant le Hannover Express, mais il est surpassé après trois semaines par d'autres nouveaux navires. Il navigue entre autres sous pavillon français avec le nom de Nedlloyd Normandie puis de CMA CGM Normandie
Il s'échoue en mars 2001 au sud de Singapour, sur le Helen Mar Reef, subissant d'importants dégâts structurels et notamment la rupture du bulbe d'étrave. Il est renfloué par Wijsmuller un mois plus tard puis est réparé dans un chantier de Singapour. Il est ensuite vendu à l'armateur-loueur israelo-britannique Zodiac Maritime et navigue sous pavillon britannique sous le nom de MSC Napoli, étant frété/loué à la Mediterranean Shipping Company ('MSC').

## Abandon et échouement de janvier 2007
Le 18 janvier 2007, il se trouve dans la Manche, à 100 km au nord d'Ouessant, transportant 2 394 conteneurs entre Anvers et le Portugal. Il lance un appel de détresse à la suite d'une fissure découverte dans la coque, puis les 26 membres d'équipage sont hélitreuillés par des hélicoptères Sea King de la Royal Navy et déposés à la base aéronavale de Culdrose en Cornouailles, Angleterre.

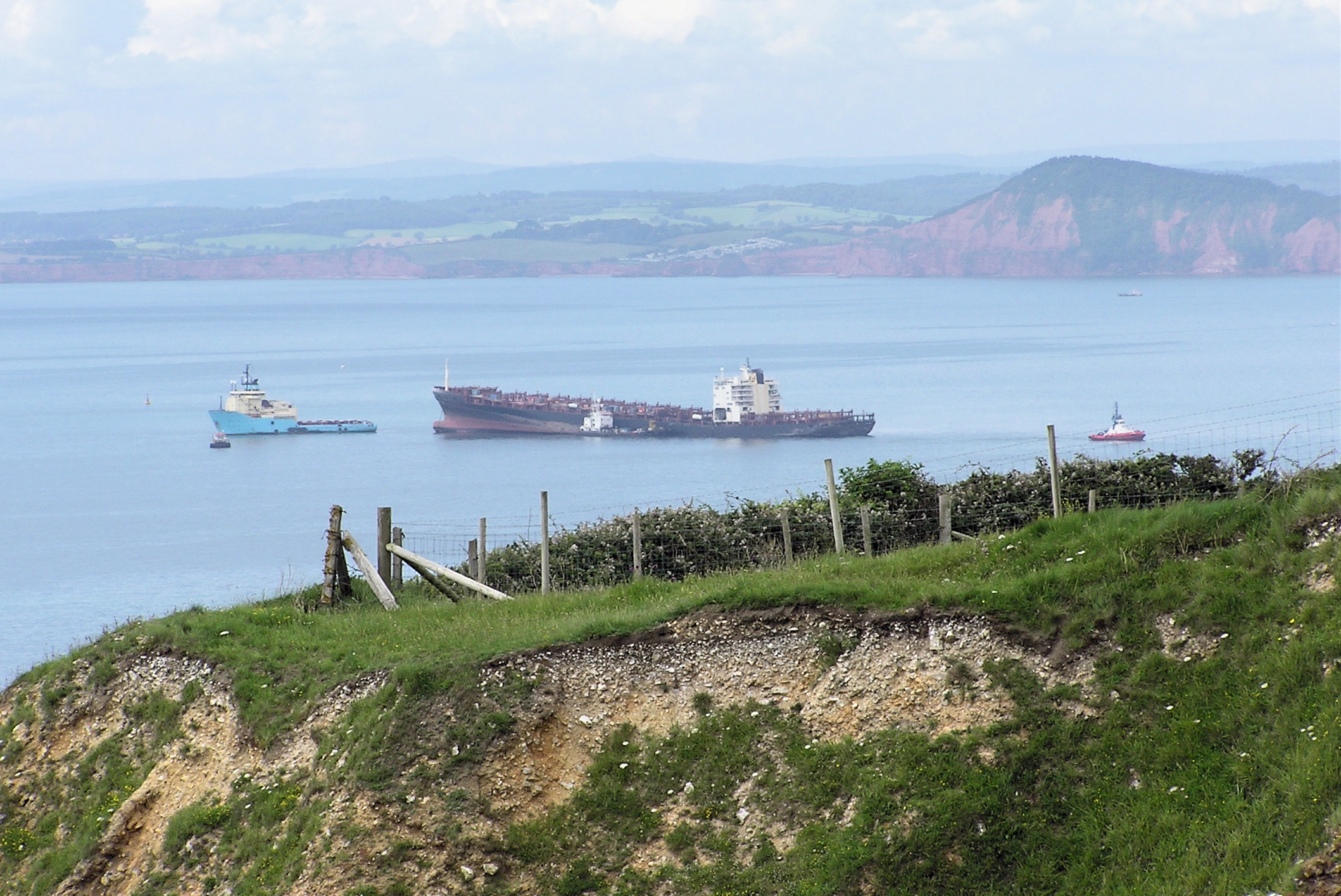
Le MSC Napoli le 20 juillet 2007, vue depuis les falaises entre Beer et Branscombe.

Dans la soirée, le porte-conteneurs est pris en charge par le remorqueur de sauvetage français Abeille Bourbon. Après la rupture du premier câble de remorquage, l’Abeille Liberté, sister-ship de l'Abeille Bourbon, participe également au remorquage vers la baie de Lyme en Angleterre, où le navire est finalement échoué, à 2 km de la plage de Branscombe, et entouré d'une ceinture anti-pollution. Deux brèches dans la coque au niveau de la superstructure ont occasionné un envahissement de la salle des machines, un enfoncement sur l'arrière et de la gîte qui ont empêché son remorquage vers un port.
Sur les 41 773 tonnes de marchandises transportées, « 1 684 tonnes sont des produits classés dangereux par l'OMI ». Une nappe de pollution de 100 m par 5 km est également détectée.

## Pillage, récupération et découpe
Plusieurs conteneurs se détachent du bateau et sont drossés sur la plage de Branscombe. On assiste alors à plusieurs scènes de récupération ou de pillage de ces derniers par plus de deux cents personnes. Après avoir laissé faire, la police britannique décide de fermer les accès à la plage. Parmi les « prises », plusieurs motos BMW R1200RT, des tonneaux de vins, des parfums ou des pièces détachées de voitures.
Le 22 janvier, une tentative de récupérer le carburant des soutes et d'autres produits dangereux est faite. Mais le fioul est trop visqueux par ce temps froid et nécessite d'être préalablement réchauffé avant de pouvoir être pompé. Dans les jours suivants, une société locale est mandatée pour récupérer les conteneurs sur le bateau et sur la plage, ainsi que les autres objets flottants aux alentours et provenant du navire. Certains objets sont retrouvés éparpillés sur la côte anglaise jusqu'à l'île de Wight.

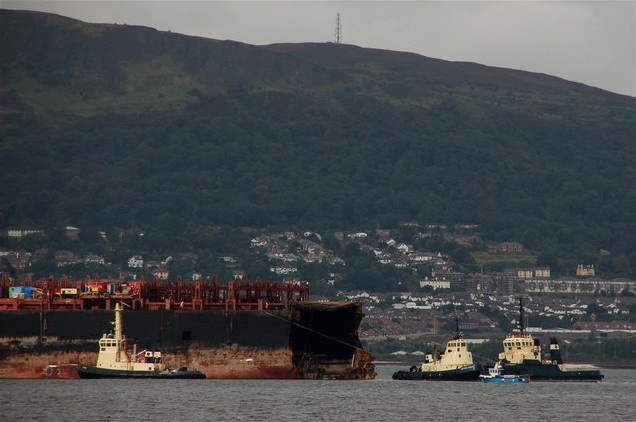
Une partie de la coque est remorquée jusqu'à Belfast.

Le 9 juillet 2007, le MSC Napoli est renfloué avec succès mais est immédiatement rééchoué sur la plage, une déchirure de trois mètres étant découverte dans la coque du navire. La décision est alors prise de découper le navire sur la plage même de Branscombe. Une seconde tentative a lieu à l'aide d'explosifs après qu'une précédente, en utilisant seulement la force des marées de printemps pour briser le navire, avait échoué. Mais le Napoli résiste, malgré l'utilisation de remorqueurs pour tenter de définitivement le briser en deux. C'est finalement une troisième utilisation d'explosifs qui le permettra.
En août 2007, la partie avant du porte-conteneur est remorquée jusqu'aux chantiers Harland and Wolff de Belfast, en Irlande du Nord. La seconde section sera découpée sur place, les opérations devant débuter en mai 2008 et étant prévues pour durer cinq mois.

### Causes de la rupture de coque: Surcharge, fraude sur le poids déclaré des conteneurs
Le MSC Napoli a connu une rupture catastrophique de sa structure dans un épisode de mauvais temps qu'il aurait dû normalement pouvoir surmonter.
Lors du chargement à Anvers la répartition des conteneurs sur la longueur du navire avait été faite en fonction du tirant d'eau pour passer les écluses d'Anvers et du poids déclaré des conteneurs, des limites structurelles du navire (construit avec un certain arc de la quille qui s'annule une fois chargé, un peu comme une poutre en précontrainte)
Sur les gros porte-conteneurs modernes, la répartition des contraintes est une opération complexe pour laquelle existent des logiciels spécialisés, avec des limites différentes pour les eaux abritées et la navigation en haute mer (contraintes dues aux vagues) , une technique utilisée pour charger le MSC Napoli à Anvers.
Toutefois, comme tous les programmes informatiques, le résultat final ne vaut que ce que valent les données d'entrée et en la circonstance les données d'entrée étaient les poids déclarés des conteneurs. L'enquête accident a mis en lumière un problème récurrent, mais souvent passé sous silence, dans le domaine du transport maritime : La fraude sur le poids déclaré des conteneurs afin de minimiser les coûts divers (douanes, droits portuaires, etc.).
Les conteneurs restés à bord (tout n'a pas été, loin de là, récupéré par les pilleurs d'épaves de la baie de Branscombe) ont été transférés très difficilement sur des barges, puis débarquées dans un port voisin où un échantillon significatif a été pesé : 20 % des conteneurs présentaient des sous-déclarations de l'ordre de 3 tonnes (un conteneur équivaut grosso modo à un semi-remorque de 38 tonnes) et un des conteneurs était plus lourd de 20 tonnes par rapport au manifeste de chargement. 
Les calculs refaits à partir de ces données réelles, et extrapolées à la cargaison complète, indiquent que le MSC Napoli était chargé à 122% de sa charge limite de rupture. la rencontre des vagues induisant un tangage qui soumet la structure à une oscillation longitudinale (comparable à la limite d'oscillation d'un tablier de pont entrant en résonance sous l'effet d'une excitation périodique, Cf l'exemple souvent cité d'une troupe de soldats marchant au pas cadencé). La rencontre de deux lames plus fortes (sans être pour autant des vagues scélérates) a suffi à littéralement briser l'échine du navire au point de vulnérabilité maximale, entre la zone de chargement et le bloc arrière contenant la salle des machines, rapidement inondée et mettant le navire totalement à la merci des éléments.

## Sources
- (en) Cet article est partiellement ou en totalité issu de l’article de Wikipédia en anglais intitulé « MSC Napoli » (voir la liste des auteurs).
- Informations techniques : Det Norske Veritas et Equasis.

1. ↑  Reuters, 18 janvier 2007.
2. ↑  Pollution watch as ship beaches, BBC News, 20 janvier 2007.
3. ↑  Communiqué de presse, Préfecture maritime de la Manche, 20 janvier 2007.
4. ↑  Communiqué de la préfecture maritime, 18 janvier 2007.
5. ↑  « What Happened To The Napoli? » (consulté le 22 février 2022)
6. ↑  (en) « Container disaster vessel 'overloaded' », sur HeraldScotland (consulté le 22 février 2022).